# 블록리
블록리(Blockly)는 블록 기반 시각적 프로그래밍 언어(VPL) 및 편집기를 생성하기 위한 프로그래밍 언어 자바스크립트용 클라이언트 측 라이브러리이다. 구글의 프로젝트인 이 프로젝트는 아파치 라이선스 2.0에 따라 출시되는 자유-오픈 소스 소프트웨어이다. 일반적으로 웹 브라우저에서 실행되며 시각적으로 스크래치 언어와 유사하다.
블록리는 서로 연결되는 시각적 블록을 사용하여 코드 작성을 더 쉽게 만들고 자바스크립트, 루아, 다트, 파이썬 또는 PHP에서 코드를 생성할 수 있다. 또한 텍스트 프로그래밍 언어로 코드를 생성하도록 사용자 정의할 수도 있다.

## 역사
블록리 개발은 2011년 여름에 시작되었다. 최초 공개 릴리스는 2012년 5월 Maker Faire에서 이루어졌다. 블록리는 원래 앱 인벤터의 오픈블록스(OpenBlocks)를 대체하도록 설계되었다. 닐 프레이저(Neil Fraser)는 쿠인 뉴트론, 엘렌 스퍼터스 및 마크 프리드먼을 기여자로하여 프로젝트를 시작했다.

## 사용자 인터페이스
블록리 편집기의 기본 그래픽 사용자 인터페이스(GUI)는 사용 가능한 블록을 보유하고 사용자가 블록을 선택할 수 있는 도구 상자와 사용자가 블록을 끌어서 놓거나 재배열할 수 있는 작업 공간으로 구성된다. 작업공간에는 기본적으로 확대/축소 아이콘과 블록을 삭제할 수 있는 휴지통도 포함되어 있다. 편집기를 쉽게 수정하여 사용 가능한 편집 기능과 블록을 사용자 정의하고 제한할 수 있다.